# 池田盛国
池田 盛国（いけだ もりくに）は、戦国時代の武士。大宝寺氏の家臣。出羽国飽海郡朝日山城主。

## 略歴
出羽朝日山城を拠点とする出羽池田氏は、平安時代中期頃に藤原秀郷の嫡流藤原仲光が、都より摂津国池田の地に土着し池田氏を名乗ったことが起源と伝えられている。盛国は池田源三郎快光の後裔・池田秀盛から数えて15代目の子孫とされる。
天文年間に大宝寺義氏に仕えていた。『池田家一千年誌』を編纂したとされる。